# یواس‌اس لارکسپر (۱۸۶۳)
یواس‌اس لارکسپر (۱۸۶۳) (به انگلیسی: USS Larkspur (1863)) یک کشتی بود که طول آن ۹۰ فوت ۹ اینچ (۲۷٫۶۶ متر) بود. این کشتی در سال ۱۸۶۳ ساخته شد.